# Grb Občine Loški Potok
Grb Občine Loški Potok je upodobljen na ščitu poznogotskega sloga sanitske oblike. V ojnični delitvi grba je v čelnem polju grba na rumeni podlagi umeščena figura na zadnjih tacah stoječega črnega medveda z rdečima čekanoma in rdečimi kremplji, obrnjenega v heraldično desno. Na zelenem polju sta umeščeni srebrni prekrižani tesarski sekiri, plenkači, z dolgim ročajem, z rezili, obrnjenimi navzgor in proti bočnima robovoma ščita.
Srebrni trak, ki ga nosi ščit na svojih zunanjih robovih, služi le kot grbovni okras.